# Фудзієда (Сідзуока)

Фудзіє́да (яп. 藤枝市, ふじえだし, МФА: [ɸud͡ʑi.eda ɕi̥]?) — місто в Японії, в префектурі Сідзуока. Розташоване в центральній частині префектури.   Виникло на основі постоялого містечка на Східноморському шляху та призамкового містечка самурайського роду Хонда. Отримало статус міста 1954 року. Площа становить 194,03 км². Станом на 1 серпня 2011 року населення складало 142 201  осіб, густота населення — 733 осіб/км².  Основою економіки є садівництво, вирощування чаю, мандаринів, грибів сіїтаке, лісова промисловість, хімічна промисловість, фармацевтична промисловість.   

## Уродженці
- Накамура Кадзуйосі (* 1955) — колишній японський футболіст.